# Fond du Lac (condado de Fond du Lac, Wisconsin)
Fond du Lac es un pueblo ubicado en el condado de Fond du Lac en el estado estadounidense de Wisconsin. En el Censo de 2010 tenía una población de 3.015 habitantes y una densidad poblacional de 61,32 personas por km².

## Geografía
Fond du Lac se encuentra ubicado en las coordenadas 43°44′44″N 88°29′52″O / 43.74556, -88.49778. Según la Oficina del Censo de los Estados Unidos, Fond du Lac tiene una superficie total de 49.17 km², de la cual 46.03 km² corresponden a tierra firme y (6.37%) 3.13 km² es agua.

## Demografía
Según el censo de 2010, había 3.015 personas residiendo en Fond du Lac. La densidad de población era de 61,32 hab./km². De los 3.015 habitantes, Fond du Lac estaba compuesto por el 97.25% blancos, el 0.3% eran afroamericanos, el 0.1% eran amerindios, el 0.96% eran asiáticos, el 0% eran isleños del Pacífico, el 0.66% eran de otras razas y el 0.73% pertenecían a dos o más razas. Del total de la población el 2.65% eran hispanos o latinos de cualquier raza.